# Villefranche-du-Queyran
Villefranche-du-Queyran is een gemeente in het Franse departement Lot-et-Garonne (regio Nouvelle-Aquitaine) en telt 360 inwoners (1999). De plaats maakt deel uit van het arrondissement Nérac.

## Geografie
De oppervlakte van Villefranche-du-Queyran bedraagt 16,6 km², de bevolkingsdichtheid is 21,7 inwoners per km².
De onderstaande kaart toont de ligging van Villefranche-du-Queyran met de belangrijkste infrastructuur en aangrenzende gemeenten.

## Demografie
Onderstaande figuur toont het verloop van het inwonertal (bron: INSEE-tellingen).